# Kőfalu
 Kőfalu (románul: Pietroasa) falu Romániában, a Bánságban, Temes megyében, Pietroasa központja.

## Nevének változásai
1839, 1873 Petróza,  1863, 1880–1900 Petrosza, 1920-ban Petroasa az elnevezése.

## Története
A trianoni békeszerződésig Krassó-Szörény vármegye Facsádi (Facseti) járásához tartozott.

## Népessége
- 1900-ban 2138 lakosából  2033 fő volt román, 49 magyar, 34 német, 22 egyéb  anyanyelvű. A népességből 2036 fő ortodox, 74 római katolikus, 17 görögkatolikus, 6 református, 2 evangélikus és 3 unitárius  vallású volt.
- 2002-ben az 1174 lakosából 1173 fő volt román és 1 ukrán, 721 ortodox, 347 pünkösdista, 105 baptista és 1 adventista vallású volt.

## Nevezetességek
1779-ben épített ortodox fatemploma a romániai műemlékek jegyzékében a TM-II-m-B-06273 sorszámon szerepel.